# Hitchitis

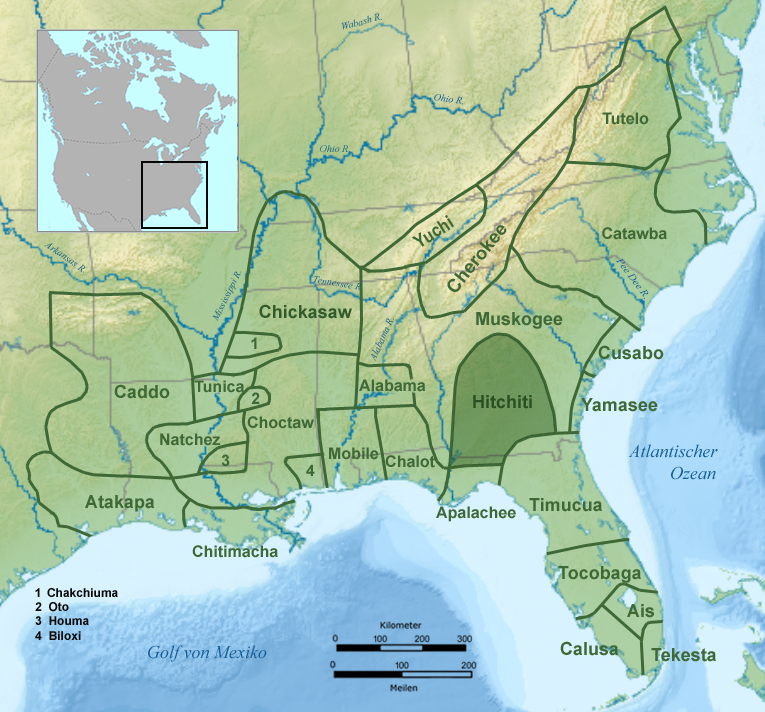
Territoire des Hitchitis au XVIIe siècle.

Les Hitchitis étaient une tribu du peuple Creek qui résidait principalement dans un village portant le même nom sur la rive est de la Chattahoochee, dans l'ouest de la Géorgie. Ils parlaient le hitchiti, une langue muskogéenne, considérée comme un dialecte du mikasuki (qui est, de nos jours toujours parlé, en Floride) avec lequel il était mutuellement intelligible.